# Rodrigo Medina de la Cruz

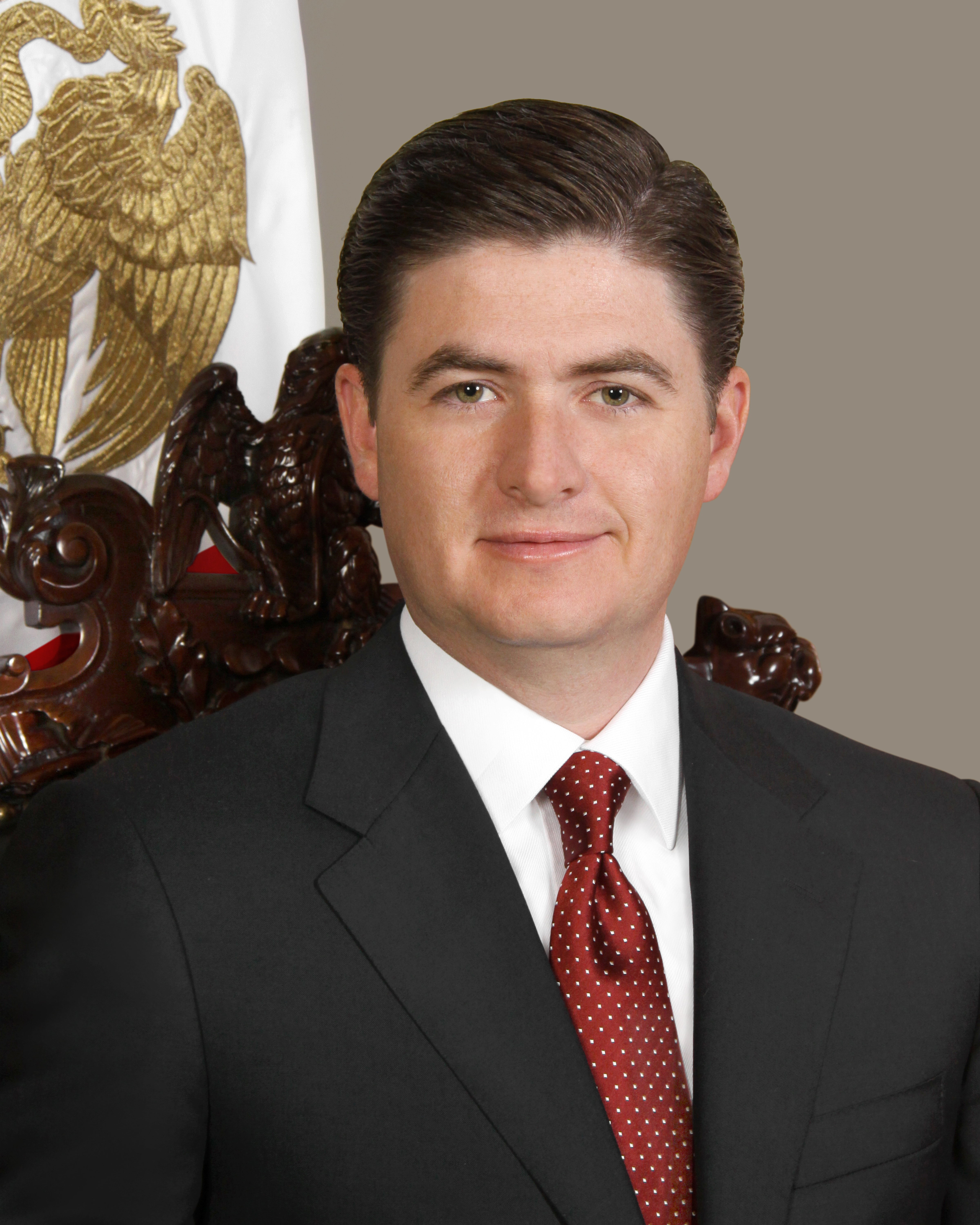
Rodrigo Medina de la Cruz (2009)

Rodrigo Medina de la Cruz (* 9. September 1972 in Monterrey) ist ein mexikanischer Jurist und Politiker. Er war vom 4. Oktober 2009 bis zum 3. Oktober 2015 Gouverneur des Bundesstaates Nuevo León und ist Mitglied der Partido Revolucionario Institucional.

## Leben
Rodrigo Medina de la Cruz studierte Rechtswissenschaft an der Universität Regiomontana in Monterrey, wo er einen Magister im internationalen Gesellschaftsrecht erworben hat. Eine Tätigkeit im öffentlichen Dienst schloss sich an. Von 2006 bis 2009 war Rodrigo Medina de la Cruz Abgeordneter im Kongress der Union Mexiko und Präsident des Ausschusses für öffentliche Sicherheit des mexikanischen Abgeordnetenhauses. Am 5. Juli 2007 wurde er von Jose Gonzalez Natividad Paras als dessen Nachfolger zum Gouverneur von Nuevo Leon ernannt. Nach den Wahlen vom 5. Juli 2009 wurde Media de la Cruz am 13. Juli 2009 offiziell zum Gouverneur des Bundesstaates Nuevo Leon ernannt. Er trat sein Amt offiziell am 4. Oktober 2009 an.
Seit dem Beginn seiner Amtszeit haben die Kriminalität und die Korruption in dem Bundesstaat ein historisches Ausmaß angenommen.  Am 28. August 2011 haben sich deshalb mehr als tausend Menschen vor dem Präsidentenpalast versammelt, um Medina de la Cruz’ Rücktritt zu fordern. Bei einem Anschlag auf ein Spielkasino in Monterrey waren wenige Tage zuvor mindestens 52 Menschen getötet geworden. Hintergrund ist der Drogenkrieg in Mexiko.
Rodrigo Medina de la Cruz ist verheiratet und Vater von drei Söhnen.